# Alfred Brauer
Alfred Theodor Brauer (Charlottenburg, 9 de abril de 1894 – Carolina do Norte, 23 de dezembro de 1985) foi um matemático teuto-estadunidense que trabalhou em teoria dos números.
Estudou na Universidade de Berlim. Serviu a Alemanha na Primeira Guerra Mundial, e mesmo ferido na guerra manteve seu cargo durante mais tempo que outros professores judeus que foram despedidos após a ascensão de Hitler ao poder. Em 1935 perdeu seu posto e em 1938 tentou fugir da Alemanha, intento que somente conseguiu em 1939. Trabalhou inicialmente na Northeastern University, e em 1942 ocupou um cargo na Universidade da Carolina do Norte em Chapel Hill. 
Irmão do matemático Richard Brauer.